# Mosquetero

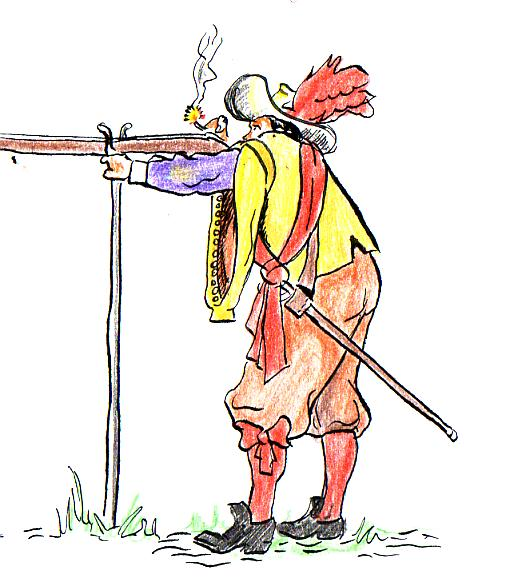
Mosquetero de un tercio español alrededor de 1650.

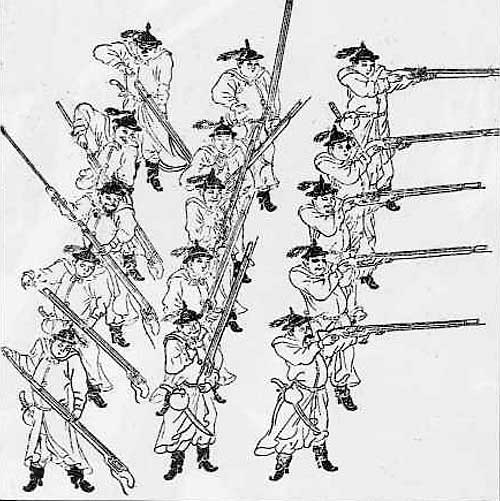
Mosqueteros en China de la dinastía Ming, escrito por el líder militar Jiao Yu, Ming

Un mosquetero  era un soldado de infantería armado con mosquete que apareció en el siglo XV y combatió en los ejércitos europeos durante dos siglos, siendo sustituidos en el siglo XVIII por soldados armados con fusiles de avancarga.  
El soldado de caballería armado con mosquete se denominó en principio mosquetero a caballo, para pasar con el tiempo a denominarse dragón. 
La designación tradicional de "mosquetero" sobrevivió en el Ejército Imperial alemán hasta la Primera Guerra Mundial.

## Mosqueteros en losTercios
Durante la primera mitad del siglo XVI había soldados armados con mosquetes, un arma de fuego de avancarga con llave de mecha de mayor calibre y potencia que el arcabuz, que se empleaban en la defensa y ataque de plazas fuertes. Con el tiempo, se creó la especialidad de mosquetero como soldado de infantería, usando su arma, de gran peso, apoyada sobre una horquilla, combatiendo junto a piqueros y arcabuceros en los campos de batalla. 
Fernando Álvarez de Toledo y Pimentel, III Duque de Alba, como capitán general del ejército de Flandes ordenó la incorporación de 15 mosqueteros en cada compañía de infantería española en 1567, y desde esa fecha, hasta la reforma del sistema militar de la Casa de Austria con el advenimiento de los Borbones bajo el reinado de Felipe V de España, el mosquetero fue una de las especialidades de infantería de los tercios, momento en que fueron sustituidos por los soldados armados con fusil y bayoneta, tanto de ánima lisa, como de ánima rayada, con llave de chispa.

## Cuerpo de mosqueteros en Francia
El cuerpo fue fundado en 1622 por Luis XIII, y tiene su origen en un regimiento de su padre, Enrique IV, que usaba carabinas. El término "mosquetero" (francés: mousquetaire) fue utilizado para referirse a la guardia del rey en los reinados de Luis XIII y XIV de Francia. En Francia, durante el Antiguo Régimen, conformaron la guardia personal de soberanos y mandatarios.
Luis XIII dotó a la compañía de mosquetes, lo cual le dio el nombre popular de mosqueteros. La nueva guardia estaba constituida por cien mosqueteros y tres oficiales, dividida en formaciones de infantería y caballería.
Los mosqueteros reaparecieron en 1657 como una compañía de 150 hombres. Cuando murió Mazarino en 1661, los mosqueteros del cardenal pasaron entonces a Luis XIV. Las dos compañías se reorganizaron en 1664, tomando una el nombre de "Mosqueteros grises" y la otra de “Mosqueteros negros”, por el color del pelaje de sus respectivas cabalgaduras. A la vez el número de integrantes en cada compañía se duplicó.
Los mosqueteros estaban dentro de las compañías militares más prestigiosas del Antiguo Régimen y en principio las compañías estaban reservadas para miembros de la nobleza. En 1776, durante el reinado de Luis XVI, la compañía fue disuelta por causas económicas. Reformada en 1789, fue eliminada nuevamente al poco tiempo. La Restauración refunda los Mosqueteros el 4 de julio de 1814, para luego disolverlos definitivamente el 1 de enero de 1816. Su nombre fue popularizado posteriormente por las novelas de Alejandro Dumas.
El 3 de octubre se declara el día internacional del mosquetero en honor a los soldados franceses.